# Матч за звання чемпіона світу із шахів 1958
Матч за звання чемпіона світу з шахів був проведений у Москві з 4 березня по 9 травня 1958 року. Ексчемпіон світу Михайло Ботвинник, який втратив титул у 1957 році, міг вимагати матч-реванш. Матч відбувся у 1958 році. Чинний чемпіон Василь Смислов програв матч з рахунком 10½ — 12½ і, згідно з правилами ФІДЕ, втратив титул чемпіона світу. Михайло Ботвинник повернув собі звання чемпіона світу з шахів.
|   | a | b | c | d | e | f | g | h |   |
| 8 | a8 біла тура · c7 чорний король · f7 чорний пішак · a6 білий пішак · d6 чорний кінь · e6 чорний пішак · g6 чорний пішак · h5 чорний пішак · a4 білий король · f4 білий пішак · h4 білий пішак · e1 чорний слон | a8 біла тура · c7 чорний король · f7 чорний пішак · a6 білий пішак · d6 чорний кінь · e6 чорний пішак · g6 чорний пішак · h5 чорний пішак · a4 білий король · f4 білий пішак · h4 білий пішак · e1 чорний слон | a8 біла тура · c7 чорний король · f7 чорний пішак · a6 білий пішак · d6 чорний кінь · e6 чорний пішак · g6 чорний пішак · h5 чорний пішак · a4 білий король · f4 білий пішак · h4 білий пішак · e1 чорний слон | a8 біла тура · c7 чорний король · f7 чорний пішак · a6 білий пішак · d6 чорний кінь · e6 чорний пішак · g6 чорний пішак · h5 чорний пішак · a4 білий король · f4 білий пішак · h4 білий пішак · e1 чорний слон | a8 біла тура · c7 чорний король · f7 чорний пішак · a6 білий пішак · d6 чорний кінь · e6 чорний пішак · g6 чорний пішак · h5 чорний пішак · a4 білий король · f4 білий пішак · h4 білий пішак · e1 чорний слон | a8 біла тура · c7 чорний король · f7 чорний пішак · a6 білий пішак · d6 чорний кінь · e6 чорний пішак · g6 чорний пішак · h5 чорний пішак · a4 білий король · f4 білий пішак · h4 білий пішак · e1 чорний слон | a8 біла тура · c7 чорний король · f7 чорний пішак · a6 білий пішак · d6 чорний кінь · e6 чорний пішак · g6 чорний пішак · h5 чорний пішак · a4 білий король · f4 білий пішак · h4 білий пішак · e1 чорний слон | a8 біла тура · c7 чорний король · f7 чорний пішак · a6 білий пішак · d6 чорний кінь · e6 чорний пішак · g6 чорний пішак · h5 чорний пішак · a4 білий король · f4 білий пішак · h4 білий пішак · e1 чорний слон | 8 |
| 7 | a8 біла тура · c7 чорний король · f7 чорний пішак · a6 білий пішак · d6 чорний кінь · e6 чорний пішак · g6 чорний пішак · h5 чорний пішак · a4 білий король · f4 білий пішак · h4 білий пішак · e1 чорний слон | a8 біла тура · c7 чорний король · f7 чорний пішак · a6 білий пішак · d6 чорний кінь · e6 чорний пішак · g6 чорний пішак · h5 чорний пішак · a4 білий король · f4 білий пішак · h4 білий пішак · e1 чорний слон | a8 біла тура · c7 чорний король · f7 чорний пішак · a6 білий пішак · d6 чорний кінь · e6 чорний пішак · g6 чорний пішак · h5 чорний пішак · a4 білий король · f4 білий пішак · h4 білий пішак · e1 чорний слон | a8 біла тура · c7 чорний король · f7 чорний пішак · a6 білий пішак · d6 чорний кінь · e6 чорний пішак · g6 чорний пішак · h5 чорний пішак · a4 білий король · f4 білий пішак · h4 білий пішак · e1 чорний слон | a8 біла тура · c7 чорний король · f7 чорний пішак · a6 білий пішак · d6 чорний кінь · e6 чорний пішак · g6 чорний пішак · h5 чорний пішак · a4 білий король · f4 білий пішак · h4 білий пішак · e1 чорний слон | a8 біла тура · c7 чорний король · f7 чорний пішак · a6 білий пішак · d6 чорний кінь · e6 чорний пішак · g6 чорний пішак · h5 чорний пішак · a4 білий король · f4 білий пішак · h4 білий пішак · e1 чорний слон | a8 біла тура · c7 чорний король · f7 чорний пішак · a6 білий пішак · d6 чорний кінь · e6 чорний пішак · g6 чорний пішак · h5 чорний пішак · a4 білий король · f4 білий пішак · h4 білий пішак · e1 чорний слон | a8 біла тура · c7 чорний король · f7 чорний пішак · a6 білий пішак · d6 чорний кінь · e6 чорний пішак · g6 чорний пішак · h5 чорний пішак · a4 білий король · f4 білий пішак · h4 білий пішак · e1 чорний слон | 7 |
| 6 | a8 біла тура · c7 чорний король · f7 чорний пішак · a6 білий пішак · d6 чорний кінь · e6 чорний пішак · g6 чорний пішак · h5 чорний пішак · a4 білий король · f4 білий пішак · h4 білий пішак · e1 чорний слон | a8 біла тура · c7 чорний король · f7 чорний пішак · a6 білий пішак · d6 чорний кінь · e6 чорний пішак · g6 чорний пішак · h5 чорний пішак · a4 білий король · f4 білий пішак · h4 білий пішак · e1 чорний слон | a8 біла тура · c7 чорний король · f7 чорний пішак · a6 білий пішак · d6 чорний кінь · e6 чорний пішак · g6 чорний пішак · h5 чорний пішак · a4 білий король · f4 білий пішак · h4 білий пішак · e1 чорний слон | a8 біла тура · c7 чорний король · f7 чорний пішак · a6 білий пішак · d6 чорний кінь · e6 чорний пішак · g6 чорний пішак · h5 чорний пішак · a4 білий король · f4 білий пішак · h4 білий пішак · e1 чорний слон | a8 біла тура · c7 чорний король · f7 чорний пішак · a6 білий пішак · d6 чорний кінь · e6 чорний пішак · g6 чорний пішак · h5 чорний пішак · a4 білий король · f4 білий пішак · h4 білий пішак · e1 чорний слон | a8 біла тура · c7 чорний король · f7 чорний пішак · a6 білий пішак · d6 чорний кінь · e6 чорний пішак · g6 чорний пішак · h5 чорний пішак · a4 білий король · f4 білий пішак · h4 білий пішак · e1 чорний слон | a8 біла тура · c7 чорний король · f7 чорний пішак · a6 білий пішак · d6 чорний кінь · e6 чорний пішак · g6 чорний пішак · h5 чорний пішак · a4 білий король · f4 білий пішак · h4 білий пішак · e1 чорний слон | a8 біла тура · c7 чорний король · f7 чорний пішак · a6 білий пішак · d6 чорний кінь · e6 чорний пішак · g6 чорний пішак · h5 чорний пішак · a4 білий король · f4 білий пішак · h4 білий пішак · e1 чорний слон | 6 |
| 5 | a8 біла тура · c7 чорний король · f7 чорний пішак · a6 білий пішак · d6 чорний кінь · e6 чорний пішак · g6 чорний пішак · h5 чорний пішак · a4 білий король · f4 білий пішак · h4 білий пішак · e1 чорний слон | a8 біла тура · c7 чорний король · f7 чорний пішак · a6 білий пішак · d6 чорний кінь · e6 чорний пішак · g6 чорний пішак · h5 чорний пішак · a4 білий король · f4 білий пішак · h4 білий пішак · e1 чорний слон | a8 біла тура · c7 чорний король · f7 чорний пішак · a6 білий пішак · d6 чорний кінь · e6 чорний пішак · g6 чорний пішак · h5 чорний пішак · a4 білий король · f4 білий пішак · h4 білий пішак · e1 чорний слон | a8 біла тура · c7 чорний король · f7 чорний пішак · a6 білий пішак · d6 чорний кінь · e6 чорний пішак · g6 чорний пішак · h5 чорний пішак · a4 білий король · f4 білий пішак · h4 білий пішак · e1 чорний слон | a8 біла тура · c7 чорний король · f7 чорний пішак · a6 білий пішак · d6 чорний кінь · e6 чорний пішак · g6 чорний пішак · h5 чорний пішак · a4 білий король · f4 білий пішак · h4 білий пішак · e1 чорний слон | a8 біла тура · c7 чорний король · f7 чорний пішак · a6 білий пішак · d6 чорний кінь · e6 чорний пішак · g6 чорний пішак · h5 чорний пішак · a4 білий король · f4 білий пішак · h4 білий пішак · e1 чорний слон | a8 біла тура · c7 чорний король · f7 чорний пішак · a6 білий пішак · d6 чорний кінь · e6 чорний пішак · g6 чорний пішак · h5 чорний пішак · a4 білий король · f4 білий пішак · h4 білий пішак · e1 чорний слон | a8 біла тура · c7 чорний король · f7 чорний пішак · a6 білий пішак · d6 чорний кінь · e6 чорний пішак · g6 чорний пішак · h5 чорний пішак · a4 білий король · f4 білий пішак · h4 білий пішак · e1 чорний слон | 5 |
| 4 | a8 біла тура · c7 чорний король · f7 чорний пішак · a6 білий пішак · d6 чорний кінь · e6 чорний пішак · g6 чорний пішак · h5 чорний пішак · a4 білий король · f4 білий пішак · h4 білий пішак · e1 чорний слон | a8 біла тура · c7 чорний король · f7 чорний пішак · a6 білий пішак · d6 чорний кінь · e6 чорний пішак · g6 чорний пішак · h5 чорний пішак · a4 білий король · f4 білий пішак · h4 білий пішак · e1 чорний слон | a8 біла тура · c7 чорний король · f7 чорний пішак · a6 білий пішак · d6 чорний кінь · e6 чорний пішак · g6 чорний пішак · h5 чорний пішак · a4 білий король · f4 білий пішак · h4 білий пішак · e1 чорний слон | a8 біла тура · c7 чорний король · f7 чорний пішак · a6 білий пішак · d6 чорний кінь · e6 чорний пішак · g6 чорний пішак · h5 чорний пішак · a4 білий король · f4 білий пішак · h4 білий пішак · e1 чорний слон | a8 біла тура · c7 чорний король · f7 чорний пішак · a6 білий пішак · d6 чорний кінь · e6 чорний пішак · g6 чорний пішак · h5 чорний пішак · a4 білий король · f4 білий пішак · h4 білий пішак · e1 чорний слон | a8 біла тура · c7 чорний король · f7 чорний пішак · a6 білий пішак · d6 чорний кінь · e6 чорний пішак · g6 чорний пішак · h5 чорний пішак · a4 білий король · f4 білий пішак · h4 білий пішак · e1 чорний слон | a8 біла тура · c7 чорний король · f7 чорний пішак · a6 білий пішак · d6 чорний кінь · e6 чорний пішак · g6 чорний пішак · h5 чорний пішак · a4 білий король · f4 білий пішак · h4 білий пішак · e1 чорний слон | a8 біла тура · c7 чорний король · f7 чорний пішак · a6 білий пішак · d6 чорний кінь · e6 чорний пішак · g6 чорний пішак · h5 чорний пішак · a4 білий король · f4 білий пішак · h4 білий пішак · e1 чорний слон | 4 |
| 3 | a8 біла тура · c7 чорний король · f7 чорний пішак · a6 білий пішак · d6 чорний кінь · e6 чорний пішак · g6 чорний пішак · h5 чорний пішак · a4 білий король · f4 білий пішак · h4 білий пішак · e1 чорний слон | a8 біла тура · c7 чорний король · f7 чорний пішак · a6 білий пішак · d6 чорний кінь · e6 чорний пішак · g6 чорний пішак · h5 чорний пішак · a4 білий король · f4 білий пішак · h4 білий пішак · e1 чорний слон | a8 біла тура · c7 чорний король · f7 чорний пішак · a6 білий пішак · d6 чорний кінь · e6 чорний пішак · g6 чорний пішак · h5 чорний пішак · a4 білий король · f4 білий пішак · h4 білий пішак · e1 чорний слон | a8 біла тура · c7 чорний король · f7 чорний пішак · a6 білий пішак · d6 чорний кінь · e6 чорний пішак · g6 чорний пішак · h5 чорний пішак · a4 білий король · f4 білий пішак · h4 білий пішак · e1 чорний слон | a8 біла тура · c7 чорний король · f7 чорний пішак · a6 білий пішак · d6 чорний кінь · e6 чорний пішак · g6 чорний пішак · h5 чорний пішак · a4 білий король · f4 білий пішак · h4 білий пішак · e1 чорний слон | a8 біла тура · c7 чорний король · f7 чорний пішак · a6 білий пішак · d6 чорний кінь · e6 чорний пішак · g6 чорний пішак · h5 чорний пішак · a4 білий король · f4 білий пішак · h4 білий пішак · e1 чорний слон | a8 біла тура · c7 чорний король · f7 чорний пішак · a6 білий пішак · d6 чорний кінь · e6 чорний пішак · g6 чорний пішак · h5 чорний пішак · a4 білий король · f4 білий пішак · h4 білий пішак · e1 чорний слон | a8 біла тура · c7 чорний король · f7 чорний пішак · a6 білий пішак · d6 чорний кінь · e6 чорний пішак · g6 чорний пішак · h5 чорний пішак · a4 білий король · f4 білий пішак · h4 білий пішак · e1 чорний слон | 3 |
| 2 | a8 біла тура · c7 чорний король · f7 чорний пішак · a6 білий пішак · d6 чорний кінь · e6 чорний пішак · g6 чорний пішак · h5 чорний пішак · a4 білий король · f4 білий пішак · h4 білий пішак · e1 чорний слон | a8 біла тура · c7 чорний король · f7 чорний пішак · a6 білий пішак · d6 чорний кінь · e6 чорний пішак · g6 чорний пішак · h5 чорний пішак · a4 білий король · f4 білий пішак · h4 білий пішак · e1 чорний слон | a8 біла тура · c7 чорний король · f7 чорний пішак · a6 білий пішак · d6 чорний кінь · e6 чорний пішак · g6 чорний пішак · h5 чорний пішак · a4 білий король · f4 білий пішак · h4 білий пішак · e1 чорний слон | a8 біла тура · c7 чорний король · f7 чорний пішак · a6 білий пішак · d6 чорний кінь · e6 чорний пішак · g6 чорний пішак · h5 чорний пішак · a4 білий король · f4 білий пішак · h4 білий пішак · e1 чорний слон | a8 біла тура · c7 чорний король · f7 чорний пішак · a6 білий пішак · d6 чорний кінь · e6 чорний пішак · g6 чорний пішак · h5 чорний пішак · a4 білий король · f4 білий пішак · h4 білий пішак · e1 чорний слон | a8 біла тура · c7 чорний король · f7 чорний пішак · a6 білий пішак · d6 чорний кінь · e6 чорний пішак · g6 чорний пішак · h5 чорний пішак · a4 білий король · f4 білий пішак · h4 білий пішак · e1 чорний слон | a8 біла тура · c7 чорний король · f7 чорний пішак · a6 білий пішак · d6 чорний кінь · e6 чорний пішак · g6 чорний пішак · h5 чорний пішак · a4 білий король · f4 білий пішак · h4 білий пішак · e1 чорний слон | a8 біла тура · c7 чорний король · f7 чорний пішак · a6 білий пішак · d6 чорний кінь · e6 чорний пішак · g6 чорний пішак · h5 чорний пішак · a4 білий король · f4 білий пішак · h4 білий пішак · e1 чорний слон | 2 |
| 1 | a8 біла тура · c7 чорний король · f7 чорний пішак · a6 білий пішак · d6 чорний кінь · e6 чорний пішак · g6 чорний пішак · h5 чорний пішак · a4 білий король · f4 білий пішак · h4 білий пішак · e1 чорний слон | a8 біла тура · c7 чорний король · f7 чорний пішак · a6 білий пішак · d6 чорний кінь · e6 чорний пішак · g6 чорний пішак · h5 чорний пішак · a4 білий король · f4 білий пішак · h4 білий пішак · e1 чорний слон | a8 біла тура · c7 чорний король · f7 чорний пішак · a6 білий пішак · d6 чорний кінь · e6 чорний пішак · g6 чорний пішак · h5 чорний пішак · a4 білий король · f4 білий пішак · h4 білий пішак · e1 чорний слон | a8 біла тура · c7 чорний король · f7 чорний пішак · a6 білий пішак · d6 чорний кінь · e6 чорний пішак · g6 чорний пішак · h5 чорний пішак · a4 білий король · f4 білий пішак · h4 білий пішак · e1 чорний слон | a8 біла тура · c7 чорний король · f7 чорний пішак · a6 білий пішак · d6 чорний кінь · e6 чорний пішак · g6 чорний пішак · h5 чорний пішак · a4 білий король · f4 білий пішак · h4 білий пішак · e1 чорний слон | a8 біла тура · c7 чорний король · f7 чорний пішак · a6 білий пішак · d6 чорний кінь · e6 чорний пішак · g6 чорний пішак · h5 чорний пішак · a4 білий король · f4 білий пішак · h4 білий пішак · e1 чорний слон | a8 біла тура · c7 чорний король · f7 чорний пішак · a6 білий пішак · d6 чорний кінь · e6 чорний пішак · g6 чорний пішак · h5 чорний пішак · a4 білий король · f4 білий пішак · h4 білий пішак · e1 чорний слон | a8 біла тура · c7 чорний король · f7 чорний пішак · a6 білий пішак · d6 чорний кінь · e6 чорний пішак · g6 чорний пішак · h5 чорний пішак · a4 білий король · f4 білий пішак · h4 білий пішак · e1 чорний слон | 1 |
|   | a | b | c | d | e | f | g | h |   |

## Результати
|                          | 1 | 2 | 3 | 4 | 5 | 6 | 7 | 8 | 9 | 10 | 11 | 12 | 13 | 14 | 15 | 16 | 17 | 18 | 19 | 20 | 21 | 22 | 23 | Очки |
| ------------------------ | - | - | - | - | - | - | - | - | - | -- | -- | -- | -- | -- | -- | -- | -- | -- | -- | -- | -- | -- | -- | ---- |
| Василь Смислов (СРСР)    | 0 | 0 | 0 | ½ | 1 | 0 | ½ | ½ | ½ | ½  | 1  | 0  | ½  | 0  | 1  | ½  | ½  | 0  | 1  | ½  | ½  | 1  | ½  | 10½  |
| Михайло Ботвинник (СРСР) | 1 | 1 | 1 | ½ | 0 | 1 | ½ | ½ | ½ | ½  | 0  | 1  | ½  | 1  | 0  | ½  | ½  | 1  | 0  | ½  | ½  | 0  | ½  | 12½  |